# Wolfsland: Böses Blut
Böses Blut ist ein deutscher Fernsehfilm von Alexander Dierbach aus dem Jahr 2021. Es handelt sich um den 9. Filmbeitrag der ARD-Kriminalfilmreihe Wolfsland.

## Handlung
Burkhard 'Butsch' Schulz verbringt mit seiner Exfrau Thea eine unbeschwerte Zeit. Auch der überraschende Besuch ihres gemeinsamen Jugendfreundes Juro Schwarzbach löst Freude aus. Dies findet jähe Trübung, als Butsch erfährt, dass er wegen Vergewaltigung angezeigt wurde. Dies hat für den Kommissar verheerende Auswirkungen; er wird vorübergehend vom Dienst suspendiert. Seine Kollegin Delbrück glaubt fest an die Unschuld ihres Kollegen.
Delbrück wird von Alpträumen um ihren stalkenden Ex-Mann verfolgt und dadurch zunehmend beziehungsunfähig. Die Frau, die Butsch bezichtigte, sie vergewaltigt zu haben, wird erwürgt aufgefunden. Butsch gerät dadurch noch mehr in den Fokus der Ermittlungen – insbesondere befördert durch die Staatsanwältin Konzak. Butsch hatte offenbar mit dem Mordopfer vor sechs Jahren eine Affäre – gefundene E-Mails bestätigen das. Bei Butschs Freundin Thea taucht ein Freund aus Jugendtagen auf – Juro Schwarzbach. Er scheint ein dunkles Geheimnis zu haben und immer noch in Thea verliebt zu sein. Delbrück sucht den Ex-Mann des Mordopfers auf. Dieser kämpft nach wie vor mit psychologischen Problemen. Er berichtet Delbrück, dass seine Ex-Frau offenbar Angst vor jemandem hatte, den er aber nicht benennen konnte. Kriminalrat Grimm, Butschs Vorgesetzter, schießt sich immer mehr auf Butsch als Tatverdächtigen ein. Schwarzbach, der Jugendfreund von Butsch und Thea unternimmt einen – nicht weiter erklärten – Selbstmordversuch, bricht ihn aber ab. Die Staatsanwältin droht Butsch, ihn in Untersuchungshaft zu nehmen, nachdem sie vom Kriminaltechniker Jakob Böhme die Information erhalten hat, das Butsch am Tatort gewesen sein muss. Er wird zwar nicht in Haft genommen, aber außer Viola Delbrück glaubt ihm niemand.
Sein Jugendfreund Schwarzbach verbringt mit ihm den Abend und gibt vor, ihn ablenken und sich mit ihm betrinken zu wollen. Butsch zerstört vor Wut sein Mobiltelefon und ist also nicht mehr erreichbar. Böhme stellt fest, dass das Opfer DNA unter den Fingernägeln hat, die aber weder von Butsch noch vom Ex-Mann des Opfers stammt. Butsch und Schwarzbach steigen nachts in das Görlitzer Freibad ein. Butsch geht davon aus, dass jemand seine Existenz zerstören will. Böhme und Delbrück stellen fest, dass der in Fulda wohnende Schwarzbach Kontakt zum Mordopfer hatte, aber sie wissen nicht, dass dieser der Jugendfreund von Butsch und gerade bei ihm ist. Butschs Wohnung wird durchsucht. Thea findet in Schwarzbachs Tasche eine Waffe. Der überwältigt sie jedoch und beschuldigt sie, dass Butsch und sie ihn zerstört haben. Er verletzt sie schwer.
In Butschs Wohnung werden persönliche Dinge des Mordopfers gefunden und damit der Verdacht gegen ihn weiter erhärtet. Delbrück versucht erfolglos, Butsch zu erreichen. Sie fährt in Schwarzbachs Wohnort Fulda. Dort angekommen, wird festgestellt, dass Schwarzbachs Frau und Tochter vor zwei Monaten erschossen wurden – Juro Schwarzbach ist der Täter. Juro bietet Butsch an, ihn zu verstecken und er behauptet, dass Thea „schweigt wie ein Grab“. Schwarzbach fährt mit Butsch in die entlegene Datsche seiner Eltern. Schwarzbach gibt vor, duschen zu wollen und nimmt seine Waffe zur Hand. Grimm erfährt die Sachlage und begreift schockiert, dass er Butsch zu Unrecht verdächtigt hat. Es kommt zum Kampf zwischen Schwarzbach und Butsch. Schwarzbach behält die Oberhand und hält Butsch mit seiner Waffe in Schach. Er ist von Hass auf Butsch zerfressen und schießt, aber offenbar nicht auf Butsch. Delbrück fährt in Theas Wohnung und findet die schwerverletzte Thea, die es aber schafft, Delbrück den wahrscheinlichen Aufenthaltsort von Butsch und Schwarzbach mitzuteilen. Schwarzbach macht Butsch für sein eigenes verkorkstes Leben verantwortlich. Erneut richtet er die Waffe auf Butsch und verlangt von ihm, sich bei ihm zu entschuldigen. Wieder kommt es zum Kampf und ein Schuss löst sich. Schwarzbach zwingt Butsch, mit ihm zusammen im Auto „zusammen in die Hölle zu fahren“. Delbrück trifft ein und erschießt Schwarzbach. Butsch wurde vorher von Schwarzbach lebensgefährlich getroffen (Zwar überlebt er, doch das erfährt man erst in der nächsten Folge).

## Produktionsnotizen
Die Dreharbeiten für Böses Blut erstreckten sich unter den vorgegebenen Corona-Arbeitsschutzauflagen vom 27. August 2020 bis zum 25. September 2020 und fanden in Görlitz und Umgebung statt.

## Kritik
Die Kritiker der Fernsehzeitschrift TV Spielfilm vergaben die bestmögliche Wertung (Daumen nach oben), begründeten dies mit den Worten „Diesmal geht’s ans Eingemachte — und um Butschs Existenz. Überzeugend konstruieren die Drehbuchautoren Sönke Lars Neuwöhner und Sven S. Poser einen spannenden Fall, der immer wieder Bezug auf vergangene Ereignisse nimmt.“ und resümierten „Clever konstruiert! Der 9. „Wolfsland“-Fall hat es in sich“.